# Пакуша
Пакуша (или Пакоша, Чираджи, Чиранджи) е река в Североизточна България, област Шумен – общини Хитрино, Шумен и Велики Преслав и Област Търговище – община Търговище, ляв приток на река Врана от басейна на Камчия. Дължината ѝ е 33 km.
Река Пакуша води началото си от извор-чешма на 384 мн.в. в центъра на село Звегор, община Хитрино. В най-горното си течение протича в югоизточна посока, достига до северните склонове на Шуменското плато и завива на запад, като тече по северното подножие на платото. Заобикаля от север и запад изолираното конусовидно възвишение Фисек (Фисека), като протича през язовир „Фисек“, разположен на територията на Търговишка област. След това реката завива на югоизток, отново навлиза в Шуменска област и се влива отляво в река Врана (от басейна на Камчия), на 111 м н.в. на 1,7 km североизточно от село Надарево Община Търговище.
Площта на водосборния басейн на реката е 158 км2, което представлява 16,8% от водосборния басейн на река Врана.
Основен приток: Селската река (десен)
Реката е с дъждовно-снежно подхранване с максимален отток през месец март, а минимален – септември-октомври.
По течението на реката са разположени 4 села:
- Област Шумен

- Община Хитрино – Звегор, Развигорово;
- Община Шумен – Струино, Градище

Водите на реката основно се използват за промишлено водоснабдяване и напояване, като за целта е изграден големия язовир „Фисек“.
По долината на реката преминават участъци от два първокласни пътя от Държавната пътна мрежа:
- по горното течение на реката, на протежение от 8,8 km, между селата Звегор и Белокопитово, първокласен път № 2 Русе – Шумен – Варна.
- по средното течение на реката, на протежение от 12 km, между язовир „Фисек“ и село Белокопитово, първокласен път № 4 Ябланица – Велико Търново – Шумен.

## Топографска карта
- Лист от карта K-35-18. Мащаб: 1 : 100 000.
- Лист от карта K-35-30. Мащаб: 1 : 100 000.

## Други
Залив Пакуша на остров Смит в Антарктика е наименуван на реката.